# Jakub Wygnański
Jakub Wygnański, Kuba Wygnański, właśc. Jan Jakub Wygnański (ur. 11 października 1964 w Warszawie) – polski socjolog, działacz i współtwórca organizacji pozarządowych.

## Życiorys
Absolwent XLI Liceum Ogólnokształcącego im. Joachima Lelewela w Warszawie oraz socjologii na Uniwersytecie Warszawskim. Uzyskał stypendium na Uniwersytecie Yale. Działał w tzw. ruchu samokształceniowym, w latach 80. był jego koordynatorem w stołecznych szkołach średnich. Później związany z opozycyjnymi Komitetami Obywatelskimi, uczestniczył w obradach Okrągłego Stołu (pełnił m.in. funkcję sekretarza Henryka Wujca).
Na początku lat 90. zrezygnował z czynnej polityki, stając się jednym z animatorów ruchu organizacji pozarządowych w Polsce. Został współtwórcą Stowarzyszenia na rzecz Forum Inicjatyw Pozarządowych i jego prezesem. Należał też do założycieli Stowarzyszenia Klon/Jawor, Fundacji Bez względu na Niepogodę, organizował również Bank Danych o Organizacjach Pozarządowych. Członek organizacji Ashoka od 2018 Zasiadał w Radzie Działalności Pożytku Publicznego I kadencji, współpracował z Polską Akcją Humanitarną, Fundacją im. Stefana Batorego, Fundacją Inicjatyw Społeczno-Ekonomicznych i innymi organizacjami trzeciego sektora, m.in. warszawskim Klubem Inteligencji Katolickiej. W 2010 wybrany do rady programowej TVP. Został też prezesem zarządu Pracowni Badań i Innowacji Społecznych „Stocznia” (przemianowanej później na Fundację Stocznia).

## Odznaczenia i wyróżnienia
Jest m.in. laureatem Nagrody im. Andrzeja Bączkowskiego (1999) i Nagrody im. księdza Józefa Tischnera (2018). Odznaczony Krzyżem Kawalerskim (2001) i Oficerskim (2011) Orderu Odrodzenia Polski. W 2025 otrzymał ustanowioną przez Europejskie Centrum Solidarności odznakę Solidarności i Praw Człowieka.

## Publikacje
- Ekonomizacja organizacji pozarządowych. Możliwość czy konieczność, Stowarzyszenie Klon/Jawor, Warszawa 2008
- Jak pozyskiwać dary rzeczowe? (współredaktor), Stowarzyszenie Klon/Jawor, Warszawa 2002
- Jak zostać organizacją pożytku publicznego? (współredaktor), Stowarzyszenie Klon/Jawor, Warszawa 2004
- O ekonomii społecznej – podstawowe pojęcia, instytucje i kompetencje, Stowarzyszenie Czas Przestrzeń Tożsamość, Szczecin 2009
- Obywatele współdecydują : przewodnik po partycypacji społecznej (współautor), Stowarzyszenie na rzecz Forum Inicjatyw Pozarządowych, Warszawa 2005
- Podstawowe fakty o organizacjach pozarządowych – raport z badania 2002 (współautor), Stowarzyszenie Klon/Jawor, Warszawa 2002
- Social economy in Poland. Definitions, application, expectations and uncertainties, Foundation for Social and Economic Initiatives, Warszawa 2007
- Trzeci sektor dla zaawansowanych. Współczesne teorie trzeciego sektora – wybór tekstów (opr.), Stowarzyszenie Klon/Jawor, Warszawa 2006
- Wolontariat, filantropia i 1% – raport z badań 2004 (współautor), Stowarzyszenie Klon/Jawor, Warszawa 2004
- Zastosowanie komputerów oraz internetu w działaniach organizacji pozarządowych (współredaktor), Stowarzyszenie Klon/Jawor, Warszawa 2002[11]